# Борис Гмиря (монета)
«Бори́с Гми́ря» — ювілейна монета номіналом 2 гривні, випущена Національним банком України, присвячена 100-річчю від дня народження Бориса Романовича Гмирі — співака (бас), який досяг вершин світового виконавського мистецтва. Соліст Харківського (1936) і Київського (1939—1957) театрів опери та балету, народний артист СРСР (1951), лауреат Державної премії СРСР (1952). Він за роки творчого життя вніс у світову виконавську скарбницю понад 600 камерних творів, 39 оперних партій, 85 фрагментів із вокально-сценічних та симфонічних творів.
Монету введено в обіг 20 липня 2003 року. Вона належить до серії «Видатні особистості України».

## Опис монети та характеристики
| Номінал грн. | Метал      | Маса, г | Діаметр, мм | Якість виготовлення | Гурт     | Тираж, штук |
| ------------ | ---------- | ------- | ----------- | ------------------- | -------- | ----------- |
| 2            | нейзильбер | 12,8    | 31,0        | звичайна            | рифлений | 30 000      |

### Аверс
На аверсі монети зображено скрипковий ключ, обрамлений букетом польових квітів, над ним праворуч розміщено малий Державний Герб України, унизу — рік карбування монети «2003» і кругові написи: «УКРАЇНА» (ліворуч), «2 ГРИВНІ» (праворуч) та логотип Монетного двору Національного банку України.

### Реверс
На реверсі монети розміщено портрет Бориса Гмирі, праворуч від якого у два рядки роки його життя — «1903—1969», унизу — факсиміле видатного співака.

## Автори

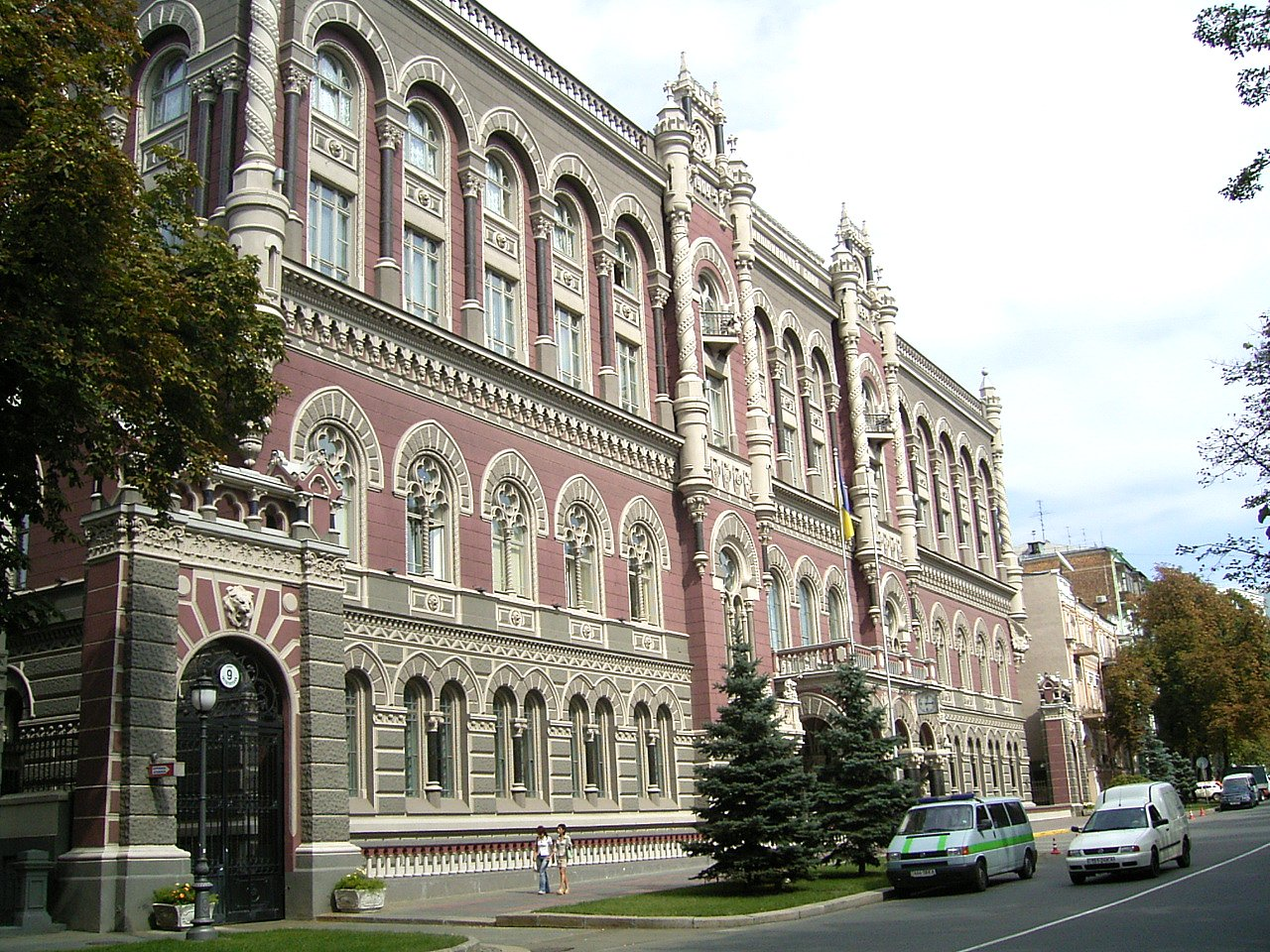
Будівля Національного банку України

- Художник — Корень Лариса.
- Скульптор — Чайковський Роман.

## Вартість монети
Під час введення монети в обіг 2003 року, Національний банк України розповсюджував монету через свої філії за номінальною вартістю — 2 гривні.
Фактична приблизна вартість монети з роками змінювалася так:
| Рік        | 2010 | 2011 | 2012 | 2013 | 2014 | 2015 | 2016 | 2017 | 2018 | 2019 | 2020 | 2021 | 2022 | 2023 | 2024 | 2025 |
| ---------- | ---- | ---- | ---- | ---- | ---- | ---- | ---- | ---- | ---- | ---- | ---- | ---- | ---- | ---- | ---- | ---- |
| Ціна, грн. | 25   | 30   | 35   | 40   | 45   | 65   | 85   | 105  | 150  | 150  | 130  | 140  | 160  | 280  | 360  | 370  |